# 林央敏
林央敏，（1955年12月19日－），臺灣嘉義縣太保市人，詩人。畢業於省立嘉義師專、輔仁大學中文系。畢業後，曾任國小教師、台語文推展協會會長、靜宜大學中文系兼任講師。台語文學理論的建構者，也是倡導台灣民族運動的推動者。

## 生平
林央敏於小學11歲時(1965年)即能寫五言古詩，國中階段，開始接觸現代文學並顯示寫作潛力，資質聰慧，以全校第一名成績畢業。進入師專後，益發展露其文學才賦，1972年首次發表新詩，次年便陸續在中央日報,聯合報,台灣新聞報等校外的文學副刊發表新詩及散文，又1974年參加「森林詩社」，與一群文藝青年合辦出版《也許》詩刊；退伍後作品更大量問世，筆觸更擴展到小說、戲劇及評論，為一多產的青年作家。在其使用中文寫作的同時因台灣本土意識的醒覺而開始嘗試台語寫作,即1983年開始台語文學創作，1987年與宋澤萊、林雙不、林文欽、李喬、謝長廷、王世勛、鍾逸人等人合辦《台灣新文化》鼓吹台灣本土文化及台灣民族主義，並致力提倡台語文學及台灣民族文學，同年他的台語詩〈毋通嫌台灣〉發表後，很快地被譜成24首不同的曲子傳唱於國內外，一時成為台灣本土化的象徵口號，對台灣民主運動及催化台灣人意識產生巨大影響，1989年與1991年的台語文學論戰期間，林央敏不僅參予筆戰，同時也是論戰的引燃人。1991年與林宗源、黃勁連、李勤岸、陳明仁等人成立台灣第一個主張以母語寫作的社團「蕃薯詩社」，又於1995年擔任台語文推展協會的創會會長，發行《茄苳台文月刊》，大力鼓吹母語教育及提昇台語地位。他是戰後第一位將台語散文帶入純文學領域的詩人，也是台語文學理論的主要建構者。1986至1997年間因熱衷民主人權、民族解放、本土文化、母語文學、教育改革等社會運動，作品且勇於突破政治禁忌而屢遭官方查禁封鎖。作品含括詩、散文、小說、戲劇、文學評論、政治評論及其他社會與文化類雜文，為一全方位作家，包含台語與華語兩類作品中有百餘篇分別入選詩、散文、小說、評論的各類選集九十餘種，並選入大、中、小學教科書中，其中散文〈在地圖上〉也同時被香港及新加坡選為華語教材，又有部份文學作品被國內、外機構或人士譯為英、日文刊行於國外。曾獲《聯合報》散文獎第一名、青溪文藝金環獎新詩獎、全國學生文學獎新詩獎、金曲獎最佳方言歌曲作詞人獎、榮後台灣詩獎、巫永福評論獎、吳金德文學獎(長篇小說獎)等。著有詩集、散文集、小說集、劇本集、評論集、雜文集、台語字典、編選集、作曲與電腦軟體等四十餘冊，其中9000行、11萬字的《胭脂淚》是台語文學第一部史詩，也是台灣文學史至今最長的詩篇；《菩提相思經》曾入選為戰後台灣長篇小說TOP101，是台語文學最大本的長篇小說。此二書及其最著名的詩作〈毋通嫌台灣〉皆被譽為台語文學的經典作品。(資料來源:文建會網站、中華民國作家名錄、台灣詩人選集：林央敏集、林央敏文學田園部落格)

## 寫作風格
林氏作品有濃厚鄉情，經常描寫台灣的鄉土環境，像村屋、祖厝、稻田等，也寫出對故鄉親人的思念，尤其是在他離鄉在外求學、工作時，如：「每日黃昏時，每日黃昏時，紅瓦厝頂陣陣白煙蒸就天，引阮想欲趕緊轉去阮阿母的身邊」。他以鄉土關懷為出發點，加入自己的成長經驗、人生的體驗及人道關懷的精神，他的作品呈現出對社會底層人物的情感，如：「鐵牛很貴族，農藥肥料和人工又多麼昂貴……農民的餐桌，竟不如商賈的食餘……」。

## 著作

### 詩集
- 《睡地圖的人》，台北：蘭亭書店，1984年
- 《駛向台灣的航路》，台北：前衛出版社，1992年
- 《故鄉台灣的情歌》，台北：前衛出版社，1997年
- 《胭脂淚》，台南：真平出版社，2002年
- 《希望的世紀》，台北，前衛出版社，2005年
- 《一葉詩》，台北：前衛出版社，2007年
- 《台灣詩人選集(59)林央敏集》，台南：國立台灣文學館，2010年
- 《家鄉即景詩》，台北：草根出版有限公司，2017年

### 散文集
- 《第一封信》，台北：禮記出版社，1985年
- 《蝶之生》，台北：九歌出版社，1986年
- 《霧夜的燈塔》，台中：晨星出版社，1986年
- 《惜別的海岸》，台北：前衛出版社，1987年
- 《寒星照孤影》，台北：前衛出版社，1996年
- 《收藏一撮牛尾毛》，台北：九歌出版社，2018年
- 《走在諸羅文學河畔》,嘉義：嘉義市政府文化局，2020年
- 《五十年沉默沉澱成一首長長的無言詩》,台北：九歌出版社，2023年

### 短篇小說集
- 《不該遺忘的故事》，台北：希代出版社，1986年
- 《大統領千秋》，台北：前衛出版社，1988年
- 《陰陽世間》，台南：開朗雜誌事業有限公司，2004年
- 《蔣總統萬歲了》，台北：草根出版社，2005年
- 《躲在牆壁裡的哀泣》,台北：遠景出版事業有限公司，2022年

### 長篇小說
- 《菩提相思經》，台北：草根出版社，2011年

### 長篇傳記
- 《寶島歌王葉啟田人生實錄》，台北：前衛出版社，2002年

### 劇本集
- 《斷悲腸》，台南：開朗雜誌有限公司，2009年

### 評論集
- 《台灣民族的出路》，高雄：南冠出版社，1988年
- 《台灣人的蓮花再生》，台北：前衛出版社，1988年
- 《台語文學運動史論》，台北：前衛出版社，1996年
- 《台語文化釘根書》，台北：前衛出版社，1997年
- 《台語小說史及作品總評》，台北：印刻文學出版社，2012年
- 《桃園文學的前世今生》，台北：草根出版有限公司，2019年
- 《典論台語文學》，台北：前衛出版社，2022年

### 選集
- 《林央敏台語文學選》，台南：真平出版社，2001

### 主編選集
- 《語言文化與民族國家》，台北：前衛出版社，1998年
- 《台語文學運動論文集》（與呂興昌合編），台北：前衛出版社，1999年
- 《台語詩一甲子》，台北：前衛出版社，1998年
- 《台語散文一紀年》，台北：前衛出版社，1998年
- 《台語小說精選卷》（與宋澤萊合編），台北：前衛出版社，1998年
- 《台語詩一世紀》，台北：前衛出版社，2006年
- 《桃園文學百年選》，台北：遠景出版事業有限公司，2021年
- 《游藝桃花源》，台北：小雅文創有限公司，2022年

### 其他類
- 《簡明台語字典》，台北：前衛出版社，1991年
- 《TD台語電腦字典查閱系統》，台北：前衛出版社，1991年
- 《TD台語電腦字典使用手冊》，台北：前衛出版社，1991年
- 《台灣詩人一百影音DVD－林央敏輯》，台南：國家台灣文學館，2006年

## 資料來源
1. ↑  顧德莎. . TLife-人物-光點人物. 2017-05-01  [2025-07-06]. （原始内容存档于2025-06-29）.
2. ↑  綜合報導. . 公視新聞網-綜合報導. 2019-04-20  [2025-07-06]. （原始内容存档于2022-12-09）.
3. ↑  林央敏. . TNL The News Lens 關鍵評論網-文學-精選書摘. 2022-10-07  [2025-07-06]. （原始内容存档于2022-12-03）.
4. ↑  林央敏（1997年）：《故鄉台灣的情歌》，第23頁，台北：前衛出版社。
5. ↑  林央敏（1986年）：《蝶之生》，第131頁，台北：九歌出版社。

## 外部連結
- 林央敏的Facebook專頁
- 台灣作家作品目錄資料庫——林央敏 （页面存档备份，存于）